# Тигре (язык)
Язык тигре (ትግራይት (Tigrayit/Tigraayit) — эфиосемитский язык одноименного народа, распространенный в Эритрее и на востоке Судана.

## Генеалогическая информация
Наряду с языками тигринья, дахлик и геэз тигре принято относить к северной ветви эфиосемитских языков афразийской макросемьи.

## Ареальная информация
Тигре - самый северный из эфиосемитских языков. На нем говорят преимущественно в провинциях Ансэба, Гаш-Барка, Сэмиэн-Кэй-Бахри Эритреи и в пограничных районах на востоке Судана.
В регионе, помимо родственных семитских (арабского и тигринья), распространены языки кушитские (афарский, беджа, сахо, билин) и нило-сахарские (кунама и нара).
Из морфологических арабизмов стоит выделить:
- показатель множественного числа -in
- префикс глагольной породы ʔasta-

К кушитизмам можно отнести:
- словообразовательные суффиксы абстрактных существительных -nā и -nnat
- класс сложных глаголов, которые образуются с помощью вспомогательных глаголов bela 'говорить', ʔabala 'заставлять говорить', wadā 'делать', gaʔa 'становиться'

## Социолингвистическая информация
По состоянию на 2020 год, число носителей тигре составляет 1.359 миллиона человек, большинство из них мусульмане. В прошлом носители предпочитали тигре арабский, сейчас же тигре укрепил свой статус и используется в большей степени, даже вытесняя другие местные языки. Так, представители племени бени-амер стали отказываться от беджа в пользу тигре в связи с началом обучения на последнем в конце XX века.
Билингвизм и мультилингвизм среди носителей тигре - довольно универсальные явления. Как правило, они также говорят на суданском диалекте арабского и/или тигринья. Тигре же является вторым языком для носителей билин, нара, сахо и тигринья.
Тигре не является “рабочим языком” Эритреи (этот статус закреплен за английским, тигринья и арабским), но все же обладает относительно высоким социолингвистическим статусом. Шкала витальности языков (EGIDS) причисляет его к “образовательным” языкам. Он преподается в младших школах, на нем печатают газеты и ведется радиовещание. Грамотно 30 процентов женского населения, для которого тигре является первым языком.
На данный момент литературный язык полностью не установлен, и литературная норма опирается на диалекты провинции Ансэба (мэнса, бетджук, маръя-кэйях). Для записи текстов используется эфиопский силлабарий, а в лингвистической литературе - латинская транскрипция.
В тигре выделяются следующие диалекты.:
- мэнса
- бетджук
- маръя-кэйях
- маръя-цэллам
- бэрка
- сэмхар
- сахыль

Последние три в некоторых случаях объединяются под одним названием бени-амер. На бени-амер говорит одноимённая народность близко к границе с Суданом, и данный диалектный континуум во многом отличается от других диалектов тигре. Это возможно обусловлено тем, что представители племени бени-амер - билингвы, которые также говорят (или говорили) на несемитском беджа, и данный диалектный континуум испытал большее кушитское влияние.
Долгое время предполагалось, что дахлик незначительно отдален от тигре или даже является его диалектом. Последние же данные подтверждают, что дахлик - это идиом, у которого не так много сходств с тигре: взаимопонятность между диалектами тигре значительна (выше 91%), в то время как взаимопонятность между дахликом и диалектами тигре оценивается в 24%–51%.

## Типологическая характеристика

### Тип (степень свободы) выражения грамматических значений
В языке тигре преобладают синтетические формы, однако также прослеживаются черты аналитизма в глагольной системе (аналитическим конструкциями выражаются категория аспекта (дуратив, результатив, хабитуалис) и будущее время):
(1) salas    dabər       lərrakkabo            dibā
      three    mountain they-m-are-found in-it-f
      ‘три горы находятся в ней’
(2) ḥuye                       fungoḥ    ʔəgəl   ləmṣa⁠ʔ  tu
                                           ʔəgəl  jussive  copula
      my-brother tomorrow he-will-come
      ‘завтра придет мой брат’

### Характер границы между морфемами
К флективно-фузионным языкам тигре позволяют отнести:
- чередования на стыках морфем:

(3) wəlāžže           (<*wəlād-ye)
      мои сыновья (сыновья-SuffGenPron-1Sg)
(4) talač       (<*talāy-t)
      пастухи (пастух-SuffPl)
- кумулятивные морфемы:

Например, изменение полностью склоняемых прилагательных по роду и числу происходит путем присоединения суффиксов -ām (MascPl) и -āt (FemPl) к форме мужского рода единственного числа (в то время как подобные прилагательные женского рода единственного числа имеют особую форму):
(5) gurrum,      gərrəm,     gurrum-ām,          gurrum-āt
     красивый,  красивая,  красивые (м.р.),  красивые (ж.р.)
(6)  sanni,         sannet,      sanniy-ām,          sanniy-āt
     приятный, приятная, приятные (м.р), приятные (ж.р.)

### Локус маркирования

#### В посессивной именной группе
В тигре маркирование в посессивных конструкциях аналитическое зависимостное в конструкциях с nota genitivi nāy или отсутствует, т.е. выражается порядком слов (обладаемое перед обладателем):
(5) ʕadāt          nay           təgra
      культура   NotaGen  тигре
      'культура тигре'
(6) žafar  maḥāz
     берег реки
В случаях, где зависимое - это личное местоимение, наблюдается вершинное маркирование:
(7) waʔatt  - ā
      корова-SuffGenPron-f
      'ее корова'

#### В предикации
В предикации маркирование вершинное: глагол согласуется с субъектом в лице, роде и числе:
(8) ṣaḥay       faggər hallet
      sun(f)       it-f-is-rising
      ‘солнце встает’
(9) hətu ʔəgəl raydəyo samməʕʕala
      he    to      radio     he-was-listening
      ‘он слушал радио’

### Тип ролевой кодировки
Тигре можно охарактеризовать как язык с номинативно-аккузативной ролевой кодировкой:
- в клаузах при непереходном глаголе субъект в роли агенса не маркируется:

      (10) sab      ḥawālay         ʕəšrin wa-  ḥaməs ʔaləf   ʔaddām nabbər      dibā
             people   approximately  20      and  5          1000  people   he-m-lives   in-it-f
             'примерно 25 тысяч человек живет там'
- субъект в роли пациенса в клаузах при непереходном глаголе также не имеет никах показателей:

      (11) wa-   mən   ǧabanat       māy   gabbiʔ     dibā
             and when coffee-bottle water it-m-goes into-it-f
             'и когда вода попадает в кофейную бутылку'
- в клаузах при переходном глаголе субъектно-объектные отношения могут выражаться порядком слов (субъект - прямое дополнение - косвенное дополнение):

      (12) ʔəm    waldā            māy    ʔastet
            мать   своего сына   водой        напоила
            'мать напоила своего сына водой'
- но в некоторых случаях предлог ʾəgəl является макером аккузативности у прямого дополнения:

      (13)moḥammad ʔəgəl    ḥāməd ʔakbarayo
            p.n.               acc.     p.n.       he-informed-him
            ‘Мохаммед информировал Хамида’

### Базовый порядок слов
Для тигре базовым порядком слов является SOV (где S — субъект, О — прямое дополнение, V — глагол), а не стандартный семитский VSO. Это обусловлено кушитским влиянием.
(14) ḥamātu                  nabra  sannet     təwadde
       his mother-in-law   meal    good       she-makes
       ‘его теща готовит хорошую еду’
(15) hətu bəzuh  kətəb   ḳarʔa halla
       he    many    books  he-has-read
       ‘он прочитал много книг’

## Яркие языковые особенности
- Категории сингулятива и диминутива, а также схожий с арабским масдаром характер образования глаголов (наличие обширного набора моделей, выбор между которыми лексически обусловлен) являются результатом арабского влияния и отсутствуют в других эфиосемитских языках[4].
- Неодушевленные существительные во множественном числе требуют согласования по мужскому роду и единственному числу, в то время как одушевлённые (и в единственном, и во множественном числе) требуют согласования по роду и по числу:

(16) 'глаз' - ʕən (F):
       ʔəlla  ʕənye        ta
       this-F my-M-eye copula-3FSg
       'это мой глаз'
(17) 'глаза' - ʕəntāt (M):
       ʔəlli    ʕəntātka            tu
       this-M your-MSg-eyes copula-3MSg
       ‘это твои глаза’
- Местоимения 3-го лица множественного числа могут употребляться как вежливая форма упоминания одного человека так же, как местоимения 2-го лица множественного числа могут употребляться как вежливая форма обращения к одному человеку[16].
- Исчисляемые существительные при числительных употребляются в единственном числе[17]. А в конструкциях перечисления населения наблюдается редупликация соответствующих существительных (см. пример 10)

## Фонетика и фонология

### Гласные
Тигре имеет набор из семи гласных фонем с одним ключевым отличием: разница между двумя гласными, фонетически близкими к [ɐ] (традиционная «гласная первого разряда», обозначаемая в принятых системах транскрипции как ä) и [a] в амхарском и тигринья, в тигре основывается больше на долготе, чем на качестве [a] и [aː].
Как и в других эфиосемитских языках, статус фонемы ǝ является спорным. Она может рассматриваться как вставная гласная, вводимая, чтобы разбить скопление согласных.
|         | Передние | Средние   | Задние |
| ------- | -------- | --------- | ------ |
| Верхние | i        | ə [ɨ]     | u      |
| Средние | e        |           | o      |
| Нижние  |          | a, ā [aː] |        |

### Согласные
Тигре сохранил два фарингальных согласных, которые были в языке геэз. Согласные p, p' и x даны в скобках, поскольку встречаются в ограниченном числе заимствованных слов.
|                        |               | Губные | Зубные | Палатоальвеолярные/ Палатальные | Велярные | Фарингальные | Глоттальные |
| ---------------------- | ------------- | ------ | ------ | ------------------------------- | -------- | ------------ | ----------- |
| Взрывные или Аффрикаты | Глухие        | (p)    | t      | č [ʧ]                           | k        |              | ʔ           |
| Взрывные или Аффрикаты | Звонкие       | b      | d      | ǧ [ʤ]                           | g        |              |             |
| Взрывные или Аффрикаты | Эйективные    | (p')   | t'     | č' [ʧ']                         | k'       |              |             |
| Фрикативные            | Глухие        | f      | s      | š [ʃ]                           | (x)      | ħ            | h           |
| Фрикативные            | Звонкие       |        | z      | ž [ʒ]                           |          | ʕ            |             |
| Фрикативные            | Эйективные    |        | s'     |                                 |          |              |             |
| Носовые                | Носовые       | m      | n      |                                 |          |              |             |
| Аппроксиманты          | Аппроксиманты | w      | l      | y [j]                           |          |              |             |
| Дрожащие               | Дрожащие      |        | r      |                                 |          |              |             |

## Письменность
Письменность на основе эфиопского письма (с дополнительными знаками) применяется с конца XIX века. Она была введена шведскими миссионерами для переводов Библии.
|   | ä | u | i | a | e | ə | o | wä | wi | wa | we | wə |  |
| - | - | - | - | - | - | - | - | -- | -- | -- | -- | -- |  |
| h | ሀ | ሁ | ሂ | ሃ | ሄ | ህ | ሆ |    |    |    |    |    |  |
| l | ለ | ሉ | ሊ | ላ | ሌ | ል | ሎ |    |    |    |    |    |  |
| ḥ | ሐ | ሑ | ሒ | ሓ | ሔ | ሕ | ሖ |    |    |    |    |    |  |
| m | መ | ሙ | ሚ | ማ | ሜ | ም | ሞ |    |    |    |    |    |  |
| r | ረ | ሩ | ሪ | ራ | ሬ | ር | ሮ |    |    |    |    |    |  |
| s | ሰ | ሱ | ሲ | ሳ | ሴ | ስ | ሶ |    |    |    |    |    |  |
| š | ሸ | ሹ | ሺ | ሻ | ሼ | ሽ | ሾ |    |    |    |    |    |  |
| ḳ | ቀ | ቁ | ቂ | ቃ | ቄ | ቅ | ቆ | ቈ  | ቊ  | ቋ  | ቌ  | ቍ  |  |
| b | በ | ቡ | ቢ | ባ | ቤ | ብ | ቦ |    |    |    |    |    |  |
| t | ተ | ቱ | ቲ | ታ | ቴ | ት | ቶ |    |    |    |    |    |  |
| č | ቸ | ቹ | ቺ | ቻ | ቼ | ች | ቾ |    |    |    |    |    |  |
| ḫ | ኀ | ኁ | ኂ | ኃ | ኄ | ኅ | ኆ | ኈ  | ኊ  | ኋ  | ኌ  | ኍ  |  |
| n | ነ | ኑ | ኒ | ና | ኔ | ን | ኖ |    |    |    |    |    |  |
| ʾ | አ | ኡ | ኢ | ኣ | ኤ | እ | ኦ |    |    |    |    |    |  |
| k | ከ | ኩ | ኪ | ካ | ኬ | ክ | ኮ | ኰ  | ኲ  | ኳ  | ኴ  | ኵ  |  |
| w | ወ | ዉ | ዊ | ዋ | ዌ | ው | ዎ |    |    |    |    |    |  |
| ʿ | ዐ | ዑ | ዒ | ዓ | ዔ | ዕ | ዖ |    |    |    |    |    |  |
| z | ዘ | ዙ | ዚ | ዛ | ዜ | ዝ | ዞ |    |    |    |    |    |  |
| ž | ዠ | ዡ | ዢ | ዣ | ዤ | ዥ | ዦ |    |    |    |    |    |  |
| y | የ | ዩ | ዪ | ያ | ዬ | ይ | ዮ |    |    |    |    |    |  |
| d | ደ | ዱ | ዲ | ዳ | ዴ | ድ | ዶ |    |    |    |    |    |  |
| ǧ | ጀ | ጁ | ጂ | ጃ | ጄ | ጅ | ጆ |    |    |    |    |    |  |
| g | ገ | ጉ | ጊ | ጋ | ጌ | ግ | ጎ | ጐ  | ጒ  | ጓ  | ጔ  | ጕ  |  |
| ṭ | ጠ | ጡ | ጢ | ጣ | ጤ | ጥ | ጦ |    |    |    |    |    |  |
| č̣ | ጨ | ጩ | ጪ | ጫ | ጬ | ጭ | ጮ |    |    |    |    |    |  |
| p̣ | ጰ | ጱ | ጲ | ጳ | ጴ | ጵ | ጶ |    |    |    |    |    |  |
| ṣ | ጸ | ጹ | ጺ | ጻ | ጼ | ጽ | ጾ |    |    |    |    |    |  |
| f | ፈ | ፉ | ፊ | ፋ | ፌ | ፍ | ፎ |    |    |    |    |    |  |
| p | ፐ | ፑ | ፒ | ፓ | ፔ | ፕ | ፖ |    |    |    |    |    |  |
|   | ä | u | i | a | e | ə | o | wä | wi | wa | we | wə |  |

## Список сокращений
NotGen - nota genitivi
1,2,3 - 1,2,3 лицо
M - мужской род
F - женский род
Sg - единственное число
Pl - множественное число
SuffGenPron - притяжательный местоименный суффикс
SuffPl - суффикс множественного числа
Acc - аккузатив
Jussive - юссив
Copula - связка, копула
P.N. - имя собственное